# Diaptomus franciscanus
Diaptomus franciscanus är en kräftdjursart som beskrevs av Wilhelm Lilljeborg. Diaptomus franciscanus ingår i släktet Diaptomus och familjen Diaptomidae. Inga underarter finns listade i Catalogue of Life.